# 精進士官制度

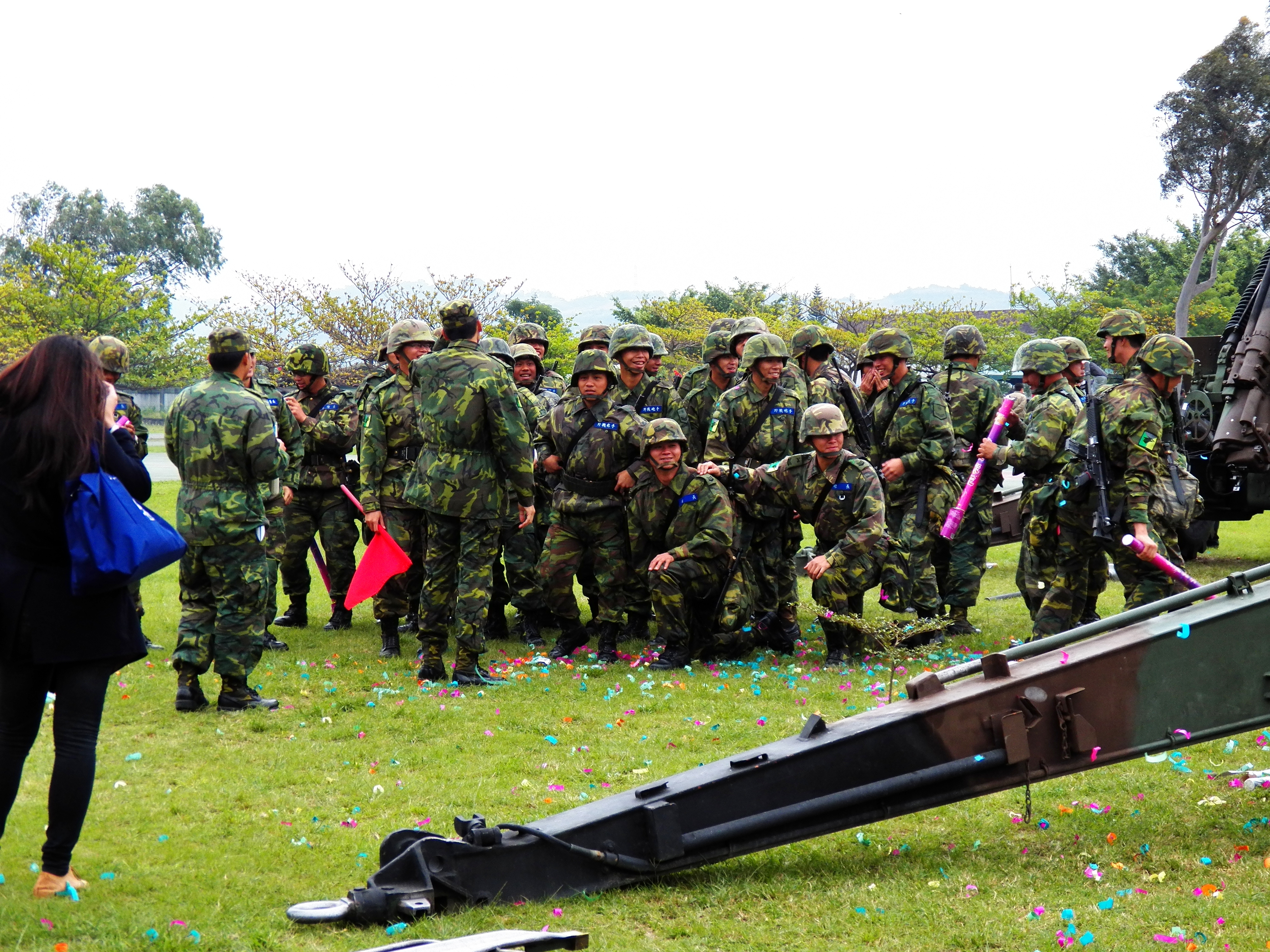
陸軍臺東地區指揮部的士官隊

精進士官制度，是中華民國國軍在1994年參謀總長劉和謙任內，參考美軍於越戰後所推行的士官制度改革案。然實驗過程中因發生太多問題，於後任參謀總長羅本立時便中止，一直到因為推行募兵制後才又恢復實驗。

## 發展
1949年，國軍撤退到臺灣重建整編，大陸來臺的資深士官，憑藉經驗與素養，成為國軍基層單位的骨幹，其中不乏有以軍轉士者，幹部缺額問題並不明顯；民國六十年代後，老士官年紀漸長，紛紛屆齡退伍，又此時臺灣經濟開始起飛，士官學校招生漸漸困難，幹部來源逐漸枯竭。
當時中華民國海軍、中華民國空軍義務役期為三年，專業兵科士官斷層便已浮現，而役期二年的中華民國陸軍幹部缺額問題更為嚴重，於是在1967年以一紙行政命令將裝甲、化學、兵工、通信、飛彈等5兵科列為陸軍第一特種兵，簡稱「陸一特」使其多服役一年，以解決專業士官的燃眉之急。（陸一特於1985年後逐漸廢止）
1990年7月1日後，陸海空三軍義務役期一律改為2年，此後志願役幹部荒更為嚴重，基層單位幹部多以義務役軍士官為主幹，往往受訓數周即擔任幹部；基層單位軍官也必須由管理與規劃的角色，轉為執行者，「資深士官相繼退伍，國軍士官制度日趨嚴重，不僅後繼無人，功能不彰，且素質低劣，幾與士兵無異......」（國軍「精進士官制度」綱要計畫，1994.05），甚至以兵代士、代官。

### 精進士官制度計畫內涵
1. 確立士官體制（劃分軍士官權責）：士官與軍官權責區分，基本上士官負責各項工作實際執行與基層管理，軍官負責計畫指揮和研究發展，士官為軍官得力之助手與顧問，即士官督導長應為基層連隊之訓練長，對連主官（軍官）負責。
2. 提昇士官位階：增設特等士官長，位階比照中校職等。
3. 調整士官結構：改善下士溢編情況，提高中士、上士編現比。
4. 健全士官教育
5. 調整士官待遇
6. 改善生活福利
7. 落實就業輔導
8. 建立共信共識

### 歷程
1.時任國防部參謀總長劉和謙上將於1992年1月27日主持參謀會報，指示：三軍基層士官缺員嚴重，實為當前國軍必需面對之重大問題，應研擬方案，於三個月內完成。
2.1992年7月20日，中華民國國防部頒佈《精進士官制度執行計畫大綱》〔(八十一)吉善字第一六一一號令〕，區分為四個階段管制進行。
- 第一階段：1992年7月1日至同年12月31日，應完成各項措施之規劃與有關法令之研修。

- 第二階段：1993年1月1日至同年12月31日，針對規劃成果實施審查實驗。

- 第三階段：1994年1月1日至同年6月30日，依據實驗與審查結論，修訂計畫。

- 第四階段：1994年7月1日以後，完成各種法規之修訂，建立制度，貫徹執行。

3.國防部於1992年12月31日頒佈《精進士官制度實驗指導大綱》〔(八十一)吉善字第二九八O號令〕，指示：各軍總部依「精進士官制度」規劃成果，結合單位特性，選定不同類型營、連級部隊，完成實驗編裝，重新調整編組，按規劃之預期目標，就士官權責、地位、福利、待遇及素質培養等方面，逐項實驗，並以每三個月為一階段，各階段結束時，實施檢討評估，並將成果逐級呈報列管，實驗期中，遇有重大執行窒礙，應立即反映，並逐級研訂具體改進措施，再行實驗，實驗期程為1993年全年。

## 執行上的缺失
此項改革，雖於1994年七月一日起進行第一階段執行（營級、連級），但並未如期於1995年七月一日進入第二階段（師級、旅級），而是展延了第一階段，其中斷斷續續推動，直到1997年2月後中止，過程中有幾項問題：
- 大鍋飯規劃：未考慮各軍種、兵科、單位間之差異（如戰鬥部隊與後勤部隊），採用同一標準與時程，造成大部分單位推動困難。
- 聯參輪調：由於奉命規劃此案的軍官為輪調制，異動後業務上設計有不完善之處難以及時調整，不適合擔任需長期研究追蹤之計畫。（此亦為國軍諸多大型計畫最終失敗居多的原因）
- 國防經費與精實案：此改革案推動同時，也正進行二代兵力整建計畫，編列預算購置武器逐年汰換早已過時的裝備，另一方面也開始著手進行新一代的兵力規劃，遇缺不補的情形反而更加惡化。（按當時海空軍的編現比為六到八成，陸軍（含海空軍地面部隊）編現比甚至有低於五成者。）
- 法令修訂延宕：由於士官位階改變、士官待遇提升等需通過修法解決，此部分雖然操之不在國防部，但結果仍是帶來影響。

## 再度失敗
2008年間，由於馬英九政府決心推動全募兵制，因此經過內部評估後，認為屆時基層士官幹部缺額情形會更惡化，故決議恢復精進士官制度，採部分權力下授的方式，將「士官評議委員會」（簡稱士評會）制度化，希望藉由管理權限下授，賦予士官應有之管理及執行權力，建立起責任感與榮譽心，以達士官管理士官、士官督導連隊內部管理與訓練工作之功能。
因此，在各層級單位的士評會，可按各級單位所律定之週期召開會議，內容主要如士官兵之人事權限（調職、選訓、休假、奬懲與考績）、內部管理日常實務與作戰實務等，由士官自行研討、規劃、建議、執行與檢查，以提昇士官兵素質與能力，鞏固基層部隊戰力。
然而，此種設計亦有弊端。因為士評會的主任委員，即為士官督導長。由於士官長為各單位士官兵之中的最高軍階幹部，平日作息亦與部隊連動，容易產生家長式的權威領導 (paternalistic leadership)，即使雖然有士官會議的集體討論，但最後決策仍由主任委員（士官長）決斷，故會議容易流於形式，常見情形如下：
1. 士評會召開前單位主官或其他上級長官先行表示方案意見，致使會議時委員們，即使擁有較好的意見亦不敢於會議中提出。
2. 士評會針對方案皆採以少數服從多數之投票方式議決，相對的，方案雖己達通過，但委員們卻係基於服從與無奈的心態下完成。
3. 士評會於會議召開時，仍會接收到委員會以外的相關意見。
4. 大部分士官兵會因層級服從與壓力，而寧願隨波逐流。[2]
5. 士評會召開時，若其會議主持人並具專權作風、會貶抑與會委員的能力、更會有教誨行為。
6. 士評會會議召開時，係由各自所屬單位內自行實施，無相對競爭或敵對群體，多在召開前已有上級長官擬好方針，會議多半只是討論具體實行做法。

## 其他
1995年間，國軍也曾推行「精進伍長制度」，班長以下三人中擇一優者任伍長，之後也告中止。

## 外部連結
- 高華柱批士官制度「沐猴而冠演皇帝」 2013.08.01 （页面存档备份，存于）（在Youtube上）
- 國防部糾正案文，監察院，2001 （页面存档备份，存于）
- 《群體迷思對群體決策之影響》，費吳琛、林麗萍，國防大學資源管理及決策研究所，2009。